# Epiplema conflictaria
Epiplema conflictaria är en fjärilsart som beskrevs av Walker 1861. Epiplema conflictaria ingår i släktet Epiplema och familjen Uraniidae. Inga underarter finns listade i Catalogue of Life.